# 邻玉街道
邻玉街道，是中华人民共和国四川省泸州市江阳区下辖的一个乡镇级行政单位。

## 行政区划
邻玉街道下辖以下地区：
邻江社区、先锋村、兴隆村、朱家湾村、天堂村、水井坎村、邻玉村和漕溪村。